# It Ain't Over (película)
It Ain't Over es una película documental de 2022 sobre el receptor del Salón de la Fama de los Yankees de Nueva York, Yogi Berra. Fue escrita y dirigida por Sean Mullin.

## Producción
El documental fue producido por Five By Eight Productions y Vanishing Angle, siendo distribuido por Sony Pictures Classics.

## Estreno
It Ain't Over se estrenó en el Festival de Cine de Tribeca el 11 de junio de 2022, antes de estrenarse en cines de forma limitada el 12 de mayo de 2023 en Estados Unidos.